# 金原ひとみ
金原 ひとみ（かねはら ひとみ、1983年8月8日 - ）は、日本の小説家。

## 経歴
東京都出身。文化学院高等課程中退。小学校4年生のとき不登校になり、中学、高校にはほとんど通っていない。小学6年のとき、父親の留学に伴い、1年間サンフランシスコに暮らす。
小説を書き始めたのは12歳の時。15歳のころリストカットを繰り返す。中学3年生の時、父が法政大学で開いていたゼミに、「めいっ子の高校生」として参加。19歳の時、周囲の勧めを受けてすばる文学賞に応募した。2003年、「蛇にピアス」で第27回すばる文学賞を受賞。
2004年、同作で第130回芥川賞を綿矢りさと共に受賞。
2005年、集英社の担当編集者と結婚。
2007年、アニメ映画『カフカ 田舎医者』で映画初出演。第1子（長女）を出産。
2010年、「夏旅」で川端康成文学賞最終候補。『トリップ・トラップ』で第27回織田作之助賞を受賞。
2011年、東日本大震災に伴って発生した原発事故による放射能汚染を心配して、東京から父親の実家がある岡山に移住し次女を出産。その後フランスへ移り住む。
2012年4月11日、NHKのトーク番組『スタジオパークからこんにちは』にゲスト出演。生放送への出演は自身初。
2012年、『マザーズ』で第22回Bunkamuraドゥマゴ文学賞を受賞（選考委員:髙樹のぶ子）。
2018年、帰国。
2020年、『アタラクシア』で第5回渡辺淳一文学賞を受賞。
2021年、『アンソーシャル ディスタンス』で第57回谷崎潤一郎賞を受賞。
2022年、『ミーツ・ザ・ワールド』で第35回柴田錬三郎賞を受賞。
2024年、離婚したことを公表した。

## 家族・親族
父は児童文学研究家・翻訳家・法政大学社会学部教授の金原瑞人。
母方の祖父母はともに千葉県大多喜町の歌人であり、祖父の短歌は国語教科書に掲載されたことがある。

## 作品一覧

### 単行本

#### 小説
- 『蛇にピアス』（2004年1月、集英社 / 2006年6月、集英社文庫）
  - 初出:『すばる』2003年11月号
- 『アッシュベイビー』（2004年4月、集英社 / 2007年5月、集英社文庫）
  - 初出:『すばる』2004年3月号
- 『AMEBIC アミービック』（2005年7月、集英社 / 2008年1月、集英社文庫）
  - 初出:『すばる』2005年7月号
- 『オートフィクション』（2006年7月、集英社 / 2009年7月、集英社文庫）
- 『ハイドラ』（2007年4月、新潮社 / 2010年2月、新潮文庫）
  - 初出:『新潮』2007年1月号
- 『星へ落ちる』（2007年12月、集英社 / 2011年9月、集英社文庫）
  - 星へ落ちる（『すばる』2007年2月号）
  - 僕のスープ（「RENZABURO」2007年10月配信）
  - サンドストーム（『マリ・クレール』2007年2月号掲載「手首」を改題）
  - 左の夢（『すばる』2007年11月号）
  - 虫（書き下ろし）
- 『憂鬱たち』（2009年9月、文藝春秋 / 2012年6月、文春文庫）
  - デリラ（『群像』2006年10月号）
  - ミンク（『文學界』2007年1月号）
  - デンマ（『文學界』2008年1月号）
  - マンボ（「SWEET BLACK STORY」2009年1月配信）
  - ピアス（『文學界』2009年1月号）
  - ゼイリ（『野性時代』2009年5月号）
  - ジビカ（『文學界』2009年7月号）
- 『TRIP TRAP トリップ・トラップ』（2009年12月、角川書店 / 2013年1月、角川文庫）
- 『マザーズ』（2011年7月、新潮社 / 2013年12月、新潮文庫）
- 『マリアージュ・マリアージュ』（2012年11月、新潮社 / 2015年10月、新潮文庫）
- 『持たざる者』（2015年4月、集英社 / 2018年5月、集英社文庫）
  - 初出:『すばる』2015年1月号
- 『軽薄』（2016年2月、新潮社 / 2018年8月、新潮文庫）
  - 初出:『新潮』2015年7月号
- 『クラウドガール』（2017年1月、朝日新聞出版 / 2020年2月、朝日文庫）
- 『アタラクシア』（2019年5月、集英社 / 2022年5月、集英社文庫）
  - 初出:『すばる』2018年10月号 - 2019年1月号
- 『fishy』（2020年9月、朝日新聞出版 / 2023年1月、朝日文庫）
  - 初出:『小説トリッパー』2017年夏季号、2019年夏季号 - 2020年春季号
- 『アンソーシャル ディスタンス』（2021年5月、新潮社 / 2024年1月、新潮文庫）
- 『ミーツ・ザ・ワールド』（2022年1月、集英社 / 2025年1月、集英社文庫）
- 『デクリネゾン』（2022年8月、ホーム社）
  - 初出:「HB」2020年2月 - 2021年11月
- 『腹を空かせた勇者ども』（2023年6月、河出書房新社）
- 『ハジケテマザレ』（2023年10月、講談社）
- 『ナチュラルボーンチキン』（2024年10月、河出書房新社）
- 『YABUNONAKA―ヤブノナカ―』（2025年4月、文藝春秋）
  - 初出:『文學界』2022年9月号 - 2023年9月号、2023年12月号 - 2024年7月号
- 『マザーアウトロウ』（2025年7月、U-NEXT）

#### エッセイ集
- 『パリの砂漠、東京の蜃気楼』（2020年4月、ホーム社 / 2023年4月、集英社文庫）

### アンソロジー収録
- 「#コロナウ」（小説トリッパー編集部編『25の短編種小説』2020年9月、朝日文庫）

### 漫画化作品
- 蛇にピアス（2004年12月、集英社、ISBN 9784088652580） - 渡辺ペコによる漫画化

### 映画化作品
- 蛇にピアス（監督：蜷川幸雄、主演：吉高由里子、2008年9月20日公開）
- ミーツ・ザ・ワールド（監督：松居大悟、主演：杉咲花、2025年10月24日公開予定）